# Bernard Germain de Lacépède

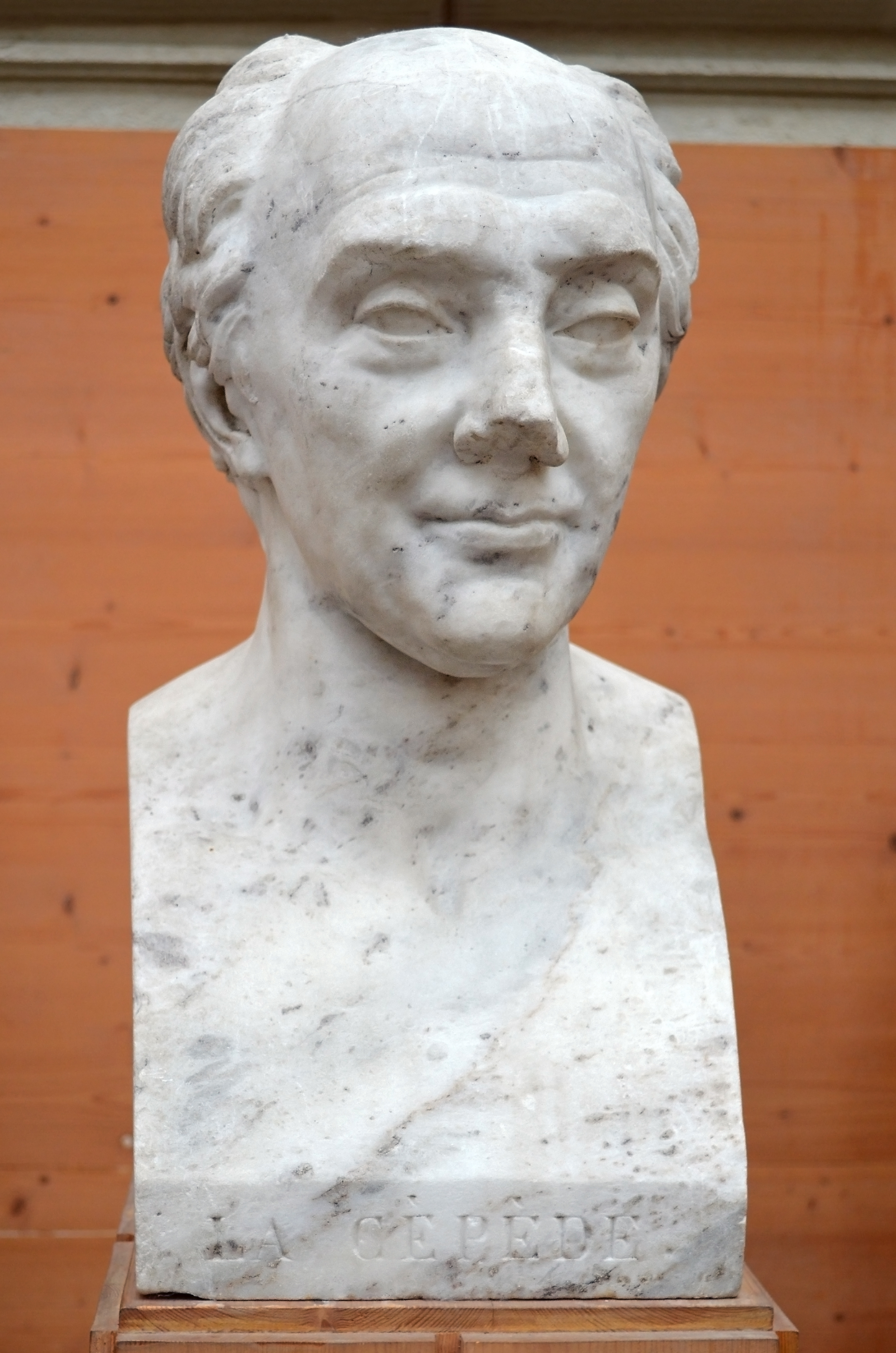
Pierre Jean David d’Angers: Bernard-Germain de Lacépède büsztje (1824)

Bernard Germain de Lacépède, teljes nevén Bernard-Germain-Étienne de La Ville-sur-Illon, comte de Lacépède vagy csak röviden Lacépède (Agen, 1756. december 26. – Épinay-sur-Seine, 1825. október 6.) francia természettudós, politikus. Zoológiai szakmunkákban nevének rövidítése: „Lacépède”.

## Élete
A francia természettudós az Aquitania régióban levő Agen városban született. Taníttatását szigorúan felügyelte az apja. A természettudomány iránti érdeklődését Georges-Louis Leclerc de Buffon Histoire naturelle, générale et particulière című műve keltette fel. Szabadidejében a zenével is foglalkozott; jó zongorista és orgonista lett. Két operadarabot is komponált, ezeket soha nem adták ki, azonban Christoph Willibald Gluck német zeneszerző megdicsérte e két zeneműért.
1781–1785 között két verseskötetet adott ki, Poétique de la musique címmel. Ugyanebben az időben két fő írása jelent meg: 1781-ben az Essai sur l'électricité és 1782–1784 között a Physique générale et particulaire. E két írás következtében Buffonnal jó barátságba került, aki 1785-ben kinevezte a királyi botanikuskert alkalmazottjának, és szerette volna, ha de Lacépède folytatja korábbi művét, a „Histoire naturelle”-t. Buffon művének a folytatása Histoire des quadrupèdes, ovipares et des serpents címmel jelent meg 1788 - 1789 között, két kötetben. 1789-ben egy harmadik rész is megjelent, a Histoire naturelle des reptiles.
A francia forradalom kitörése után Lacépède az Alkotmányozó Nemzetgyűlés tagja lett, de a rémuralom időszaka alatt elhagyta Párizst – mivel nem értett egyet a mészárlásokkal és ezért az élete is veszélybe került. Amikor a királyi fűvészkertet (Jardin du Roi) füvészkertté (Jardin des Plantes) szervezték át, Lacépède-et a halakkal és hüllőkkel foglalkozó részleg vezetőjévé nevezték ki. 1798-ban publikálta az Histoire naturelle des poissons (A halak természethistóriája) első kötetét, 1803-ban jelent meg az ötödik kötet, 1804-ben pedig az Histoire des cétacés (A cetfélék története).
A politikában vállalt szerepe miatt ezután kevés ideje jutott a természettudomány művelésére. 1799-ben képviselő lett, 1801-ben a felsőház elnöke (ezt a posztot 1807–08 és 1811–13 között is betöltötte), 1803-ban a Francia Becsületrend nagykancellárja, 1804-ben államminiszter, a Bourbon-restauráció alatt, 1819-ben főnemesi (peer) rangot kapott. 1812-ben a Svéd Királyi Tudományos Akadémia külföldi tagjává választották. Tagja volt továbbá a brit Royal Societynek és természetesen a Francia Természettudományi Akadémiának (Institut de France) is. Élete utolsó szakaszában készült el nagy műve, az Histoire générale physique et civile de l'Europe (Európa természettörténete), mely csak halála után, 1826-ban jelent meg 18 kötetben. 1825. október 6-án Épinay-sur-Seine-ben érte utol a halál.

## Művei, írásai
- Les ages de la nature et histoire de l'espèce humaine. Paris, 1830 p.m.
- Histoire naturelle de l'homme. Pitois-Le Vrault, Paris, 1827 p.m.
- Histoire générale, physique et civile de l'Europe. Cellot, Mame, Delaunay-Vallée & de Mat, Paris, Brüssel, 1826 p.m.
- Histoire naturelle des quadrupèdes ovipares, serpents, poissons et cétacées. Eymery, Paris, 1825
- Histoire naturelle des cétacées. Plassan, Paris, 1804
- Notice historique sur la vie et les ouvrages de Dolomieu. Bossange, Paris, 1802
- La ménagerie du Museum national d'histoire naturelle. Miger, Paris, 1801–04
- Discours d'ouverture et de clôture du cours de zoologie. Plassan, Paris, 1801
- Discours d'ouverture et de clôture du cours d'histoire naturelle. Plassan, Paris, 1799
- Histoire naturelle des poissons. Plassan, Paris, 1798–1803
- Discours d'ouverture et de clôture du cours d'histoire naturelle des animaux vertébrés et a sang rouge. Plassan, Paris, 1798
- Discours d'ouverture du Cours d'histoire naturelle. Paris, 1797
- Histoire naturelle des quadrupèdes ovipares et des serpens. de Thou, Paris, 1788–90
- Vie de Buffon. Maradan, Amsterdam, 1788
- La poétique de la musique. Paris, 1785
- Physique générale. Paris, 1782–84
- Essai sur l'électricité naturelle et artificielle. Paris, 1781

## Bernard Germain de Lacépède által alkotott és/vagy megnevezett taxonok
Az alábbi linkben megnézhető Bernard Germain de Lacépède taxonjainak egy része.

## Fordítás
- Ez a szócikk részben vagy egészben  a   Bernard Germain de Lacépède című angol Wikipédia-szócikk fordításán alapul.  Az eredeti cikk szerkesztőit annak laptörténete sorolja fel. Ez a jelzés csupán a megfogalmazás eredetét és a szerzői jogokat jelzi, nem szolgál a cikkben szereplő információk forrásmegjelöléseként.